# Benjamin Vautier
Marc Louis Benjamin Vautier, född den 27 april 1829 i Morges, kantonen Vaud, död den 25 april 1898 i Düsseldorf, var en schweizisk målare.
Vautier började sina studier i Genève, idkade sedan emaljmålning, kom 1850 till Düsseldorf och var där elev i akademien samt hos Jordan. Sedan gjorde han resor i Schwarzwald och i Schweiz, vistades i Paris 1856-57 och slog sig därefter för gott ned i Düsseldorf, där han blev professor 1866. Han ägnade sig åt genremåleri, främst med ämnen ur bondelivet. I Nordisk familjebok heter det: "Teckningen i hans taflor är mästerlig; hans styrka ligger först och sist i det ypperliga återgifvandet af själsstämning, uttryck och hållning hos figurerna, vare sig det gäller allvarliga eller muntra uppgifter." Bland hans mest populära målningar finns Syskolan, Toalett på söndagsmorgonen, Auktion i ett gammalt slott (1862), Bönder, som spelar kort i ett värdshus (1862), Söndag i Schwaben, Gravöl, Första danslektionen (1868), Vid sjukbädden (1873), Skål för brudparet, Schackspelare, Brudens avsked, En arrestering, Vila mellan danserna vid ett bondbröllop i Elsass, Processande bönder och De nygiftas besök (1880). Berömda är även hans illustrationer till Immermanns bondeberättelse "Oberhof". Han var från 1874 ledamot av svenska konstakademien.

## Utmärkelser
- Frans Josefsorden,  1868
- Röda örns orden,  1869
- Bayerska Sankt Mikaels förtjänstorden

[Redigera Wikidata]